# Lycopodiella appressa
Lycopodiella appressa är en lummerväxtart som först beskrevs av Alvin Wentworth Chapman, och fick sitt nu gällande namn av Raimond Cranfill. Lycopodiella appressa ingår i släktet strandlumrar, och familjen lummerväxter. Inga underarter finns listade i Catalogue of Life.